# Apterocis ornatipennis
Apterocis ornatipennis är en skalbaggsart som beskrevs av Perkins 1900. Apterocis ornatipennis ingår i släktet Apterocis och familjen trädsvampborrare. Inga underarter finns listade i Catalogue of Life.